# Мерсісайдське дербі
Мерсіса́йдське де́рбі (англ. Merseyside derby або англ. City of Liverpool Derby) — футбольний матч між двома англійськими клубами з міста Ліверпуля — «Евертоном» і «Ліверпулем».
Традиційно мерсісайдське дербі називають дружнім (англ. Friendly derby), оскільки у багатьох сім'ях Ліверпуля можна зустріти уболівальників як «синьої», так і «червоної» команди.
В останні роки значимість мерсісайдського дербі для вболівальників «Ліверпуля» сильно впала. Для сучасних уболівальників «червоних» набагато важливіше суперництво з «Манчестер Юнайтед». Тим не менш, мерсісайдське дербі залишається одним з найбільших і значущих в англійському футболі.

## Сумарна таблиця

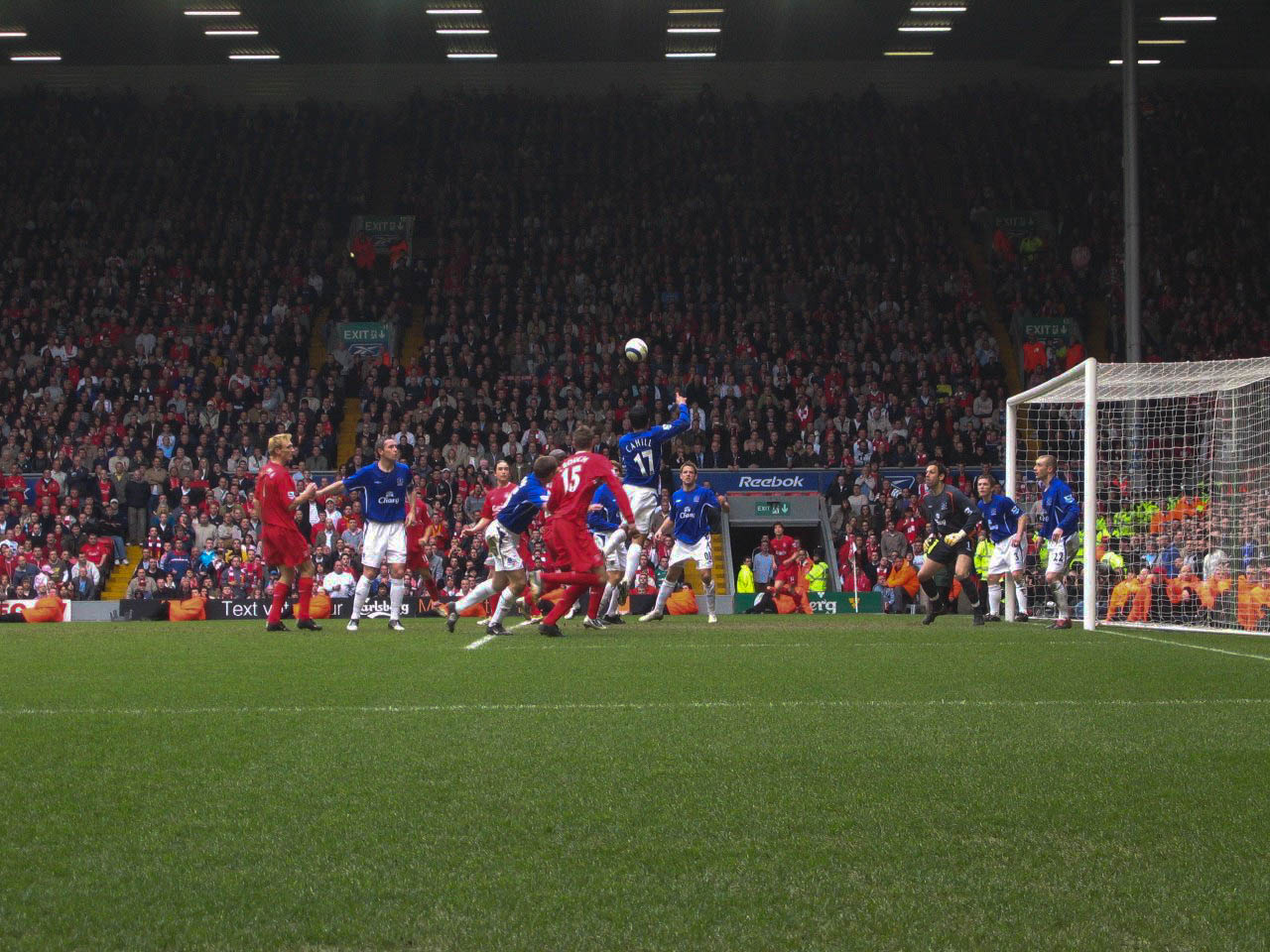
Мерсісайдське дербі на Енфілді

Дані актуальні станом на 20 лютого 2021
| Турнір            | І   | Л  | Н  | Е  | МЛ  | МЕ  |
| ----------------- | --- | -- | -- | -- | --- | --- |
| Перший дивізон    | 146 | 54 | 44 | 48 | 203 | 181 |
| Прем'єр-ліга      | 58  | 24 | 24 | 10 | 79  | 52  |
| Кубок Англії      | 25  | 12 | 6  | 7  | 40  | 28  |
| Кубок Ліги        | 4   | 2  | 1  | 1  | 2   | 1   |
| Суперкубок Англії | 3   | 1  | 1  | 1  | 2   | 2   |
| Всього            | 236 | 93 | 76 | 67 | 326 | 264 |

## Рекорди
- Найбільша перемога «Евертона»: 3 жовтня 1914, 5:0
- Найбільша перемога «Ліверпуля»: 7 вересня 1935, 6:0
- Найрезультативніший матч: 11 лютого 1933, «Ліверпуль» — «Евертон» 7:4

### Аудиторія
- Рекордна аудиторія дербі на «Вемблі»: 100 000 чол. (18 серпня 1984, Суперкубок Англії)
- Рекордна аудиторія дербі на «Енфілд»: 56 060 чол. (8 квітня 1963)
- Рекордна аудиторія дербі на «Гудісон-Парк»: 78 299 чол. (18 вересня 1948)

### Проведені матчі
- Найбільше матчів за «Ліверпуль» —  Іан Раш (36)
- Найбільше матчів за «Евертон» —  Невіл Саутол (41)

### Забиті м'ячі
- Найбільше забитих м'ячів за «Ліверпуль» —  Іан Раш (25)
- Найбільше забитих м'ячів за «Евертон» —  Діксі Дін (19)